# Newton Thomas Sigel
Newton Thomas Sigel (sinh vào tháng 8 năm 1955 tại Detroit, Michigan) là một nhà quay phim người Mỹ, nổi tiếng nhất nhờ cộng tác với Bryan Singer trong những bộ phim như The Usual Suspects, Điệp vụ Valkyrie và nhượng quyền X-Men.

## Danh sách phim
- Lucifer Rising (1972) [2]
- El Salvador: Another Vietnam (1981)
- When the Mountains Tremble (1983)
- Latino (1985)
- Rude Awakening (1989)
- Salmonberries (1991)
- Crossing the Bridge (1992)
- Into the West (1992)
- Indian Summer (1993)
- Money for Nothing (1993)
- Blankman (1994)
- The Usual Suspects (1995)
- Foxfire (1996)
- The Trigger Effect (1996)
- Blood and Wine (1996)
- Fallen (1998)
- Apt Pupil (1998)
- Brokedown Palace (1999)
- Three Kings (1999)
- X-Men (2000)
- The Hire: Ambush (2001)
- Confessions of a Dangerous Mind (2002)
- X2 (2003)
- The Brothers Grimm (2005)
- The Big Empty (2005)
- Superman Returns (2006)
- Nothing is Private (2007)
- Leatherheads (2008)
- Valkyrie (2008)
- Leap Year (2010)
- Frankie and Alice (2010)
- The Conspirator (2010)
- Drive (2011)
- Movie 43 (2013)
- Jack the Giant Slayer (2013)
- X-Men: Days of Future Past (2014)
- Seventh Son (2015)